# Mardawidj ibn Ziyar
Abu-l-Hajjaj Mardawij ibn Ziyar ibn Wardanxah (àrab: مرداویج بن زیار, Mardāwīj ibn Ziyār) o, més senzillament, Mardawij ibn Ziyar fou un general daylamita, emir del Jibal (931-935) i fundador de la dinastia ziyàrida.
Tot i que Mardawij vol dir «assaltant» però en realitat descendia del clan reial preislàmic del Jilis i per sa mare dels ispahbadhs de Ruyan.
Fou un dels caps que va lluitar amb els prínceps alides del Tabaristan des del 917 en endavant. Vers el 927 va passar al servei de Asfar ibn Xirawayhí. Va seguir a les seves ordre com a lloctinent fins que el 931 fou enviat contra el mussafírida Muhàmmad que s'havia apoderat del Tarum el 920 expulsant als justànides. En lloc d'atacar-lo s'hi va aliar i es va revoltar contra Asfar (931); aquest era un tirà i molts dels seus soldats es van passar a Mardawij que va poder agafar el poder a Rayy, Kazwin i Jibal, mentre el cap daylamita Maqan ibn Kaki s'apoderava del Tabaristan i Gurgan (i el Khorasan occidental). Asfar fou sorprès prop de Talakan quan anava a buscar els seus tresors (amagats a Alamut) i Mardawij el va estrangular ell mateix (931). La resistència que oferien els governadors califals al Jibal fou eliminada i va marxar contra Maqan a qui va derrotar i va fer fugir a territori samànida (vers 932) però Mardawij seguidament va pactar amb l'emir samànida Nasr, del que es va reconèixer vassall i en va rebre formalment el feu de Kirman (933).
Fou vers el 932 que Mardawij va nomenar Alí ibn Buya que havia passat recentment al seu servei junt amb els seus germans Hàssan i Àhmad ibn Buya, governador de Karadj. Ali era el futur Imad-ad-Dawla, el primer emir buwàyhida.
Per aquest temps va consolidar el seu poder al Jibal i en fou reconegut governador pel califa abbàssida al-Múqtadir i després per al-Qàdir, amb la condició que no podia conservar Esfahan que governava son germà Wuxmgir ibn Ziyar. Mardawij no va pas complir el tracte i el 934 va ocupar a més a més Ahwaz.
El 935 mentre celebrava la festa zoroastriana de Sadhak a Esfahan, fou assassinat pels seus ghulams turcs als que havia maltractat (gener de 935). El seu germà Wushmgir va poder continuar governant part dels territoris.